# Peyton Siva
Pour les articles homonymes, voir Siva.
Peyton Robert Siva, Jr., né le 24 octobre 1990 à Seattle, Washington, est un joueur américain de basket-ball. Il évolue au poste de meneur.

## Carrière universitaire

### Au lycée
Peyton Siva est scolarisé au lycée Franklin à Seattle. Sa première année, il tourne en moyenne 13,5 points en aidant son lycée à gagner le championnat 4A. En tant que senior, il a obtenu en moyenne 18,1 points, 5,3 passes, 3,4 rebonds et 2,3 interceptions, menant Franklin au championnat d’État de classe 3A.  Il a été sélectionné au Mcdonald’s All-American Team.

### En université
Peyton Siva rejoint l'université de Louisville en 2009 et joue pour les Cardinals de Louisville.
Durant la saison 2012-2013, les Cardinals finissent la saison avec un bilan de 35 victoires pour 5 défaites et finissent premier au classement général de la NCAA. Il est finaliste pour le prix du Senior CLASS Award 2013. Il reçoit le prix Frances Pomeroy Naismith Award décerné par le Naismith Memorial Basketball Hall of Fame pour le meilleur joueur senior de la division 1 de la NCAA. Il remporte le championnat avec son université face aux Wolverines du Michigan.

## Carrière professionnelle
Peyton Siva est drafté en 2013 en 56e position par les Pistons de Detroit.
Il participe à la NBA Summer League 2013 avec les Pistons. Le 5 août 2013, il signe un contrat rookie avec les Pistons. Le 26 décembre 2013, il est assigné en NBA Development League chez les Mad Ants de Fort Wayne. Il est rappelé en NBA le 13 janvier 2014. Il retourne en D-League le 31 janvier 2014. Le 18 février 2014, il est rappelé par les Pistons. Le 15 juillet 2014, il est coupé par la franchise du Michigan.
Le 29 septembre 2014, il rejoint le Magic d'Orlando pour son training camp. Le 25 octobre 2014, à l'issue du camp, il n'est pas conservé dans l'effectif pour la saison à venir. Le 2 novembre 2014, il rejoint les BayHawks d'Erié en D-League pour la saison 2014-2015. En début de saison, il réalise un triple-double face à son ancienne équipe des Mad Ants avec 15 points, 11 passes et 10 rebonds.
En août 2015, il rejoint le championnat italien et le club de la Juvecaserta Basket pour la saison 2015-2016.
Le 15 juin 2016, Peyton Siva s'engage dans le championnat allemand avec l'ALBA Berlin. Le 21 juillet 2018, il prolonge d'une saison supplémentaire avec le club allemand. Fin octobre 2018, il se blesse et va être absent pour plusieurs semaines. En juillet 2019, il prolonge à nouveau avec le club allemand pour deux saisons supplémentaires. Il remporte le championnat allemand en 2020. Le 23 octobre 2020, il déclare être positif à la Covid-19.
Après avoir joué durant 5 saisons avec l'ALBA Berlin, il quitte l'Allemagne pour rejoindre le Championnat d'Australie et l'équipe des New Zealand Breakers. Il se blesse gravement lors du deuxième match de la saison et est indisponible pour 8 semaines. Il fait son retour à la compétition le 9 janvier 2022. Le 28 avril 2022, il quitte les Breakers pour rejoindre le Panathinaïkos dans le championnat grec pour le reste de la saison 2021-2022.
Le 19 octobre 2022, il retourne dans le championnat australien avec les Illawarra Hawks pour le reste de la saison 2022-2023.

## Palmarès
- Vainqueur de la Coupe d'Allemagne 2020
- Champion d'Allemagne 2020, 2021

## Clubs successifs
- 2013-2014 :  Pistons de Detroit (NBA)
  - 2013-2014 :  Mad Ants de Fort Wayne (D-League)
- 2014-2015 :  BayHawks d'Erié (D-League)
- 2015-2016 :  Juvecaserta Basket (LegA)
- 2016-2021 :  ALBA Berlin (BBL)
- 2021-2022 :  New Zealand Breakers (NBL)
- 2022 :  Panathinaïkos (A1 Ethniki)
- 2022- :  Illawarra Hawks (NBL)